# Alhadas (vila)
Alhadas é uma vila portuguesa situada na Freguesia de Alhadas de que é sede, no Município da Figueira da Foz.
A povoação de Alhadas voltou a ter o título de vila em 30 de junho de 1989 pela Lei n.º 54/89.
A origem do topónimo "Alhadas" tem várias versões, sendo numa delas ser derivado do termo medieval "Alhadias" que designaria uma lendária aliança estabelecida entre esta povoação e Maiorca e Quiaios, para uma mais sólida defesa perante as investidas mouriscas, no período da reconquista cristã. Noutra versão, o nome de Alhadas poderá derivar do vocábulo árabe "Alheda", do verbo "hadda", que significa militar, terminal ou limite.

## Orago
A vila de Alhadas pertence à Paróquia de Alhadas que tem por orago São Pedro.

## História
Alhadas foi elevada a vila no século XII, sob o domínio de D. Fraile Pais. Em documentos medievais, como o foral concedido a Montemor-o-Velho por D. Teresa e D. Branca, Alhadas e Maiorca são nele referidas.
Aliadia (Alhadinha) terá sido o primeiro nome de Alhadas. Depois de ser tornado vila, em meados do século XII, foi considerada ou designada como Couto de Alhadas. Recebeu foral de D. Manuel I, em Agosto de 1514. Foi sede de concelho até ao início do século XIX, passando então a integrar a freguesia homónima do extinto concelho de Maiorca até 1853.
Na sua história mais recente, como curiosidade regista-se o facto de Alhadas ter servido de esconderijo para muitos dos que lutavam contra a ditadura salazarista. Álvaro Cunhal, por exemplo, esteve hospedado nessa época, na casa de um ex-companheiro de tropa, na serra das Alhadas.
É uma referência importante desta vila ser uma antiga vila de emigrantes. É disso testemunho a existência de várias casas de "Brasileiros" construídas nas primeiras décadas do século XX.
Alhadas é também uma terra de padeiras onde, para além do pão propriamente dito, se produzem as broas, as tortas, os bolos das Alhadas e as rosquilhas.

## Património
- Igreja de São Pedro (Alhadas)
- Capela de Nossa Senhora da Esperança